# Linka 7 (metro v Paříži)
Linka 7 je linka pařížského metra a v systému MHD je značena růžovou barvou. Je jednou ze dvou pařížských linek metra (vedle linky 13), která se větví. Navíc je k ní připojená ještě samostatná větev – linka 7bis. Linka 7 prochází městem zhruba vertikálním směrem z La Courneuve – 8 Mai 1945 na severovýchodě Paříže a přes centrum směřuje na jih, kde se ve stanici Maison Blanche dělí na jižní větev s konečnou stanicí Villejuif – Louis Aragon a jihovýchodní větev do stanice Mairie d'Ivry. Linka je dlouhá 22,5 km, má 38 stanic a ročně přepraví 120,7 miliónů cestujících (2004).

## Historie
První úsek linky byl otevřen 5. listopadu 1910 v úseku stanic Opéra a Porte de la Villette. 18. ledna 1911 byla zprovozněna nová větev od stanice Louis Blanc ke stanici Pré Saint-Gervais (dnešní linka 7bis). 1. července 1916 se linka protáhla na jih od stanice Opéra po Palais Royal. 16. dubna 1926 se linka dále rozšířila do stanice Pont Marie na nábřeží Seiny. Zatímco se stavěl tunel pod řekou, byl 15. února 1930 zprovozněn úsek na levém břehu mezi Place Monge a Place d'Italie, který byl dočasně připojen k lince 10. 7. března 1930 byla prodloužena jižní část (jako linka 10) do stanice Porte de Choisy. 3. června téhož roku se severní část posunula o další nábřežní stanici Sully – Morland (tehdy pod názvem Pont Sully). 26. dubna 1931 byly obě části linky propojeny tunelem pod Seinou, jižní část se odpojila od linky 10 a navíc se prodloužila až do stanice Porte d'Ivry. 1. května 1946 byla linka rozšířena od této stanice po Mairie d'Ivry.
3. prosince 1967 se kvůli nedostatku dopravních možností severní větev linky 7 mezi Louis Blanc a Pré Saint-Gervais stala samostatnou větví s označením linka 7bis.
4. října 1979 byla linka rozšířena severním směrem od Porte de la Villette po Fort d'Aubervilliers. 10. září 1982 byla otevřena stanice Le Kremlin-Bicêtre jižně od stanice Maison Blanche, čímž došlo k vytvoření nové jižní větve. Odtud se linka dále rozšířila 28. února 1985 po současnou konečnou Villejuif – Louis Aragon. Poslední prodloužení linky proběhlo 6. května 1987 na severu od Fort d'Aubervilliers po La Courneuve – 8 Mai 1945.

## Další rozvoj

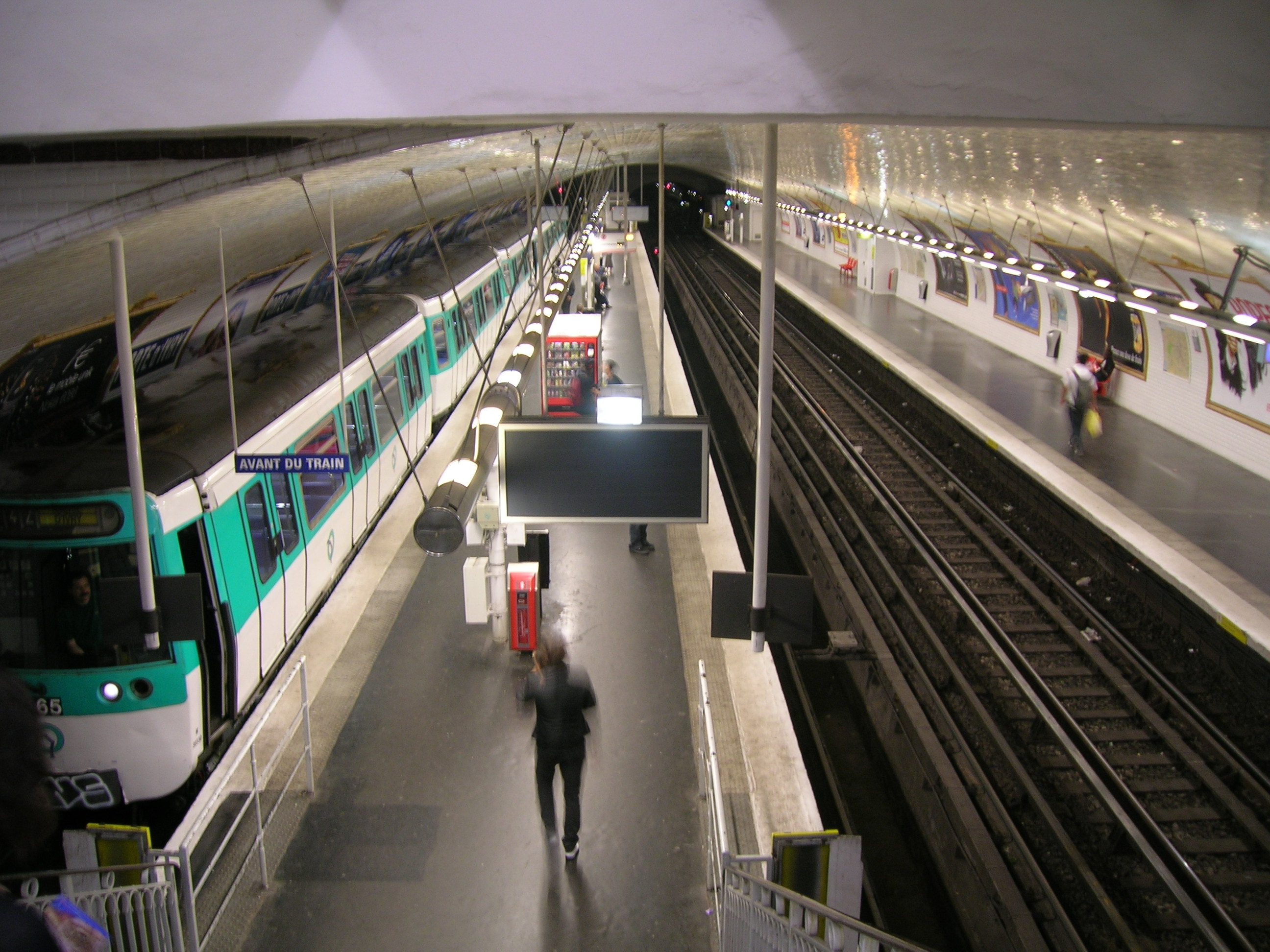
Nástupiště stanice Porte d'Ivry

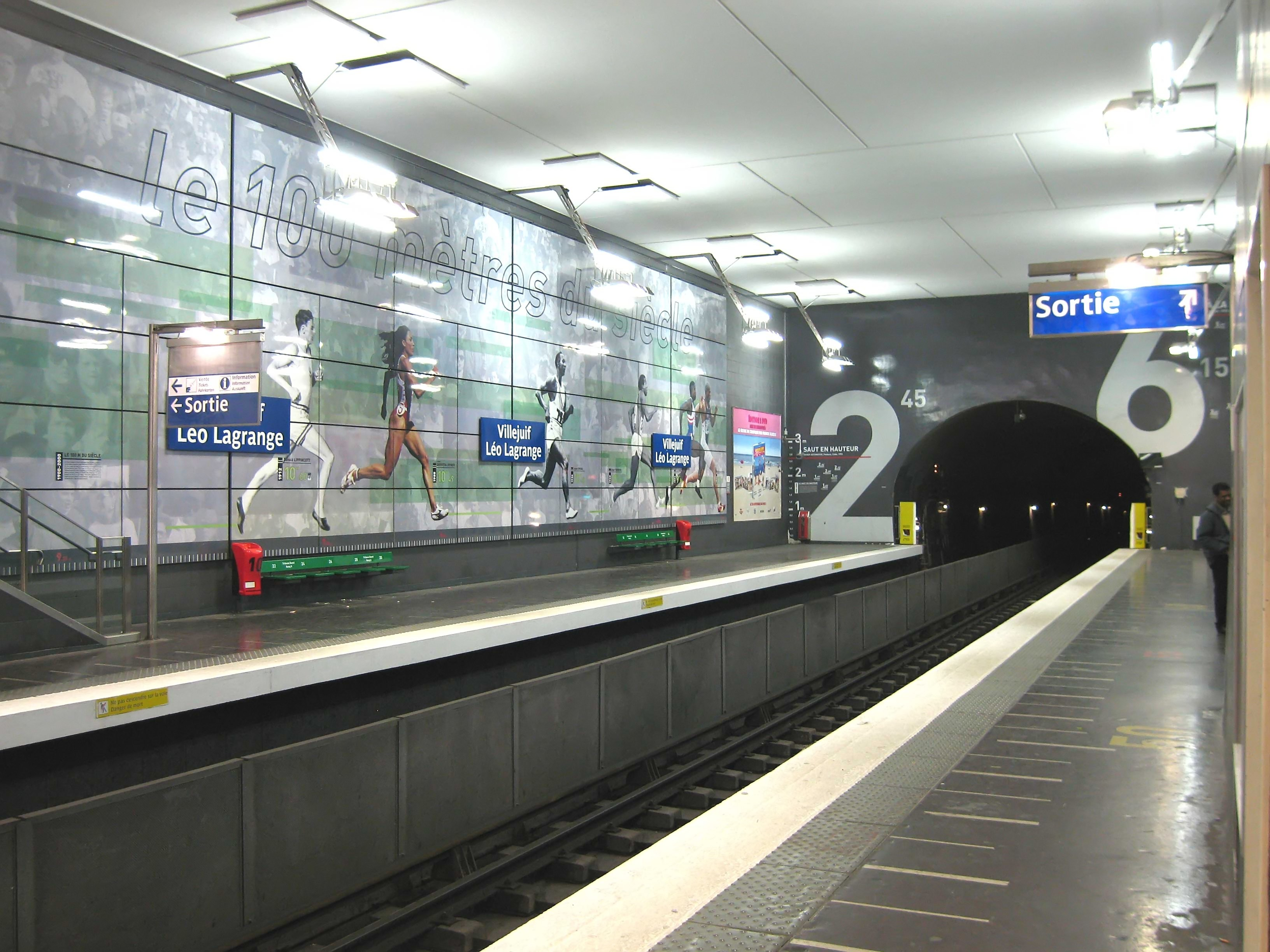
Nástupiště stanice Villejuif – Léo Lagrange

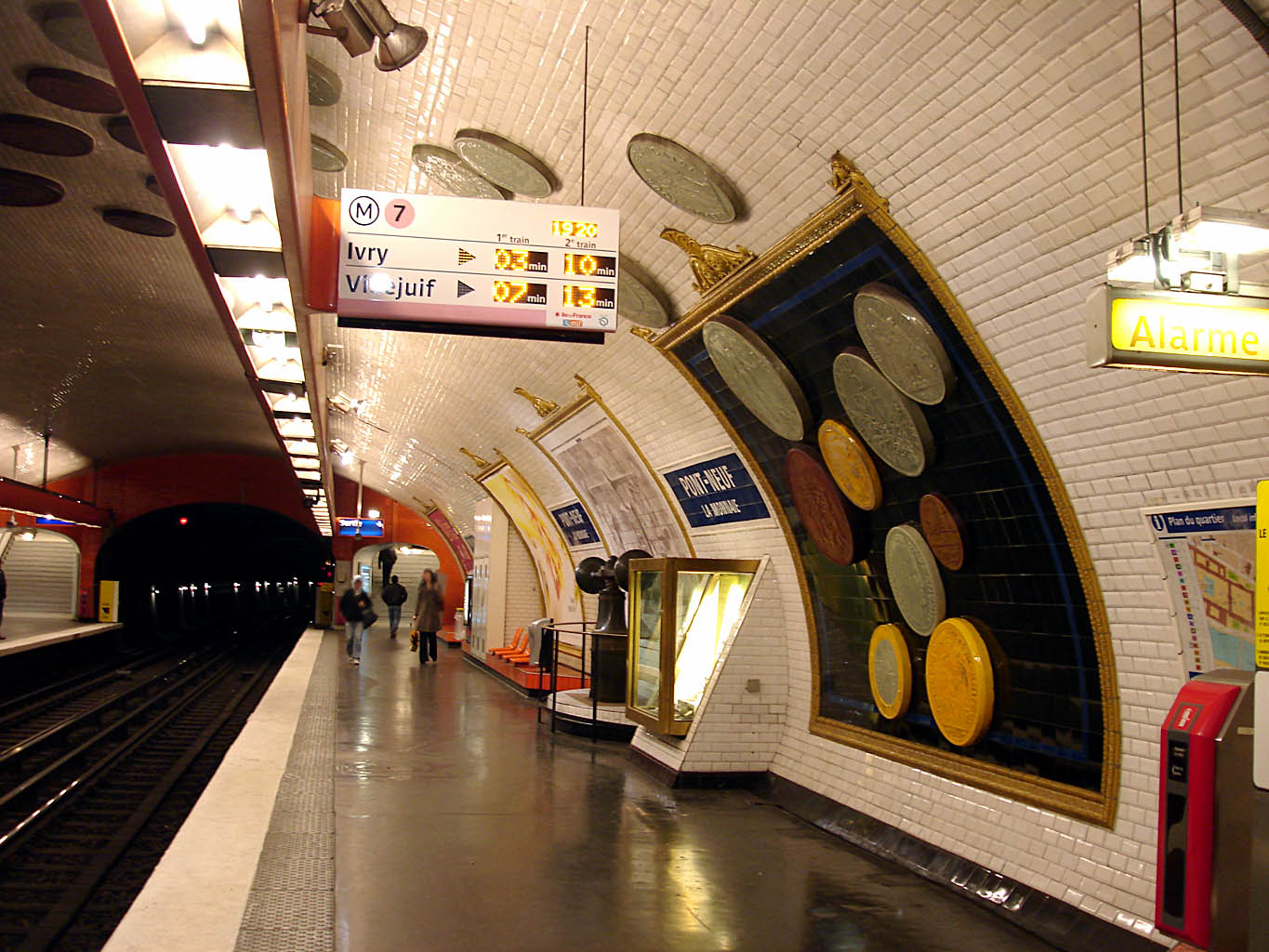
Stanice Pont Neuf zdobená motivy mincí

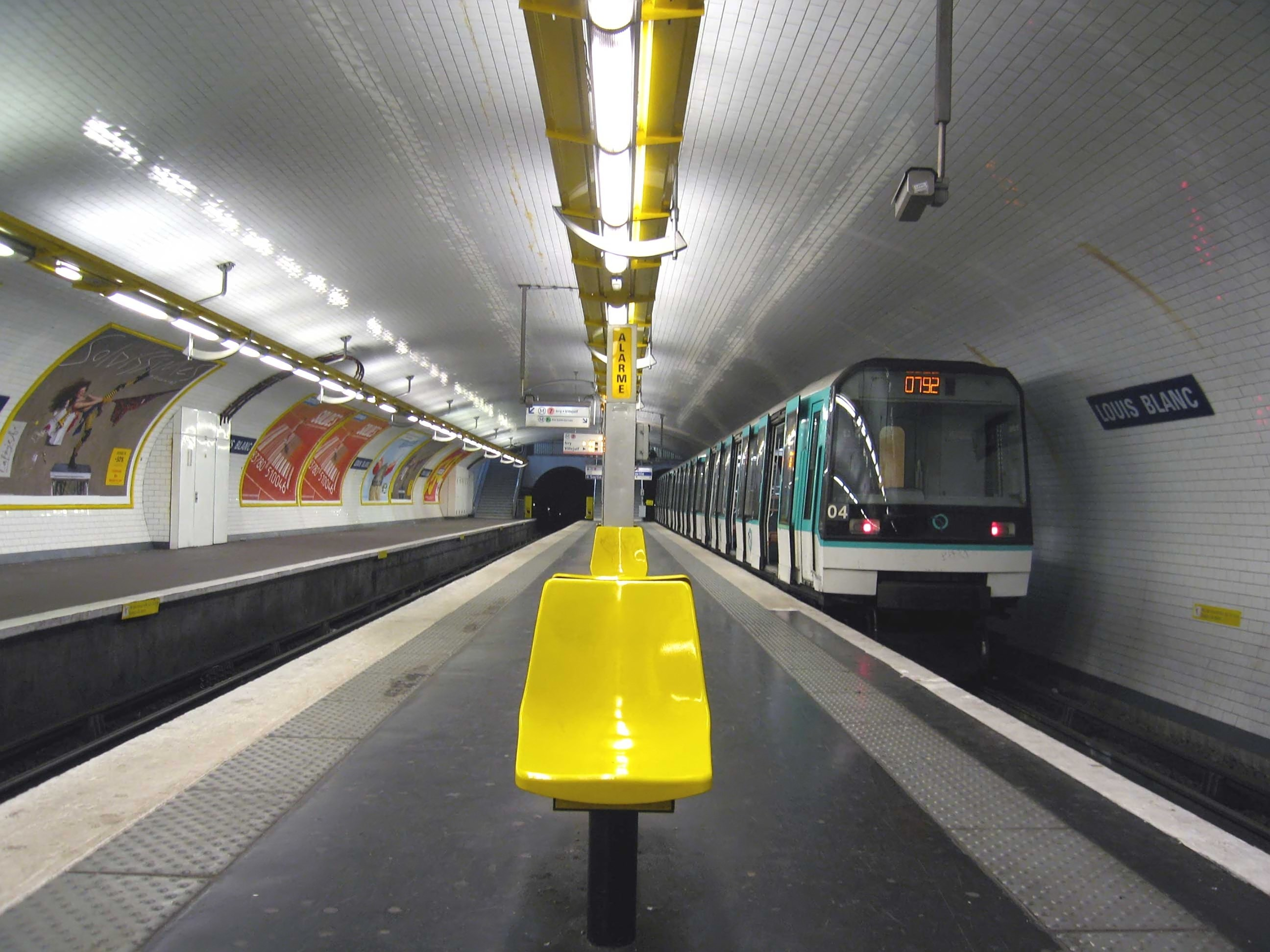
Stanice Louis Blanc

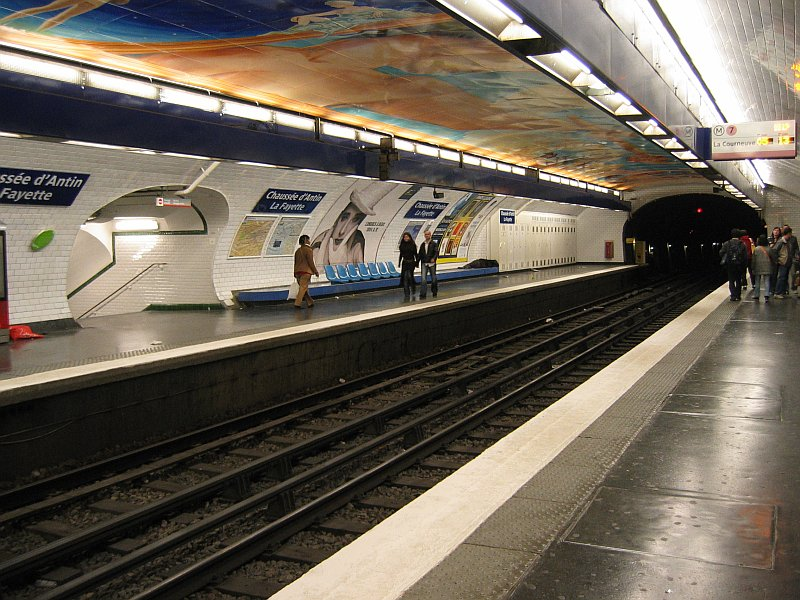
Stanice Chaussée d'Antin – La Fayette

V časovém horizontu 2013–2020 se plánuje rozšíření linky severním směrem o 3,7 km o dvě nové stanice – Gare du Bourget (s přestupem na linku RER B) a konečnou stanici, která by se měla nacházet u Muzea letectví a kosmonautiky na Letišti Le Bourget.
Existuje také plán na změnu jižní větve. Při prodloužení linky 14 do stanice Maison Blanche, by se na ni mohla napojit větev do stanice Villejuif – Louis Aragon, čímž by se odpojila od linky 7.

Plán linky 7